# Governo Merz
Il governo Merz è il ventiseiesimo ed attuale governo della Germania, guidato dal cancelliere federale Friedrich Merz, in carica dal 6 maggio 2025 nel corso della 21ª legislatura del Bundestag.
Si tratta di un governo di maggioranza, nato in seguito alle elezioni federali del 2025 grazie ad un accordo tra cristiano-democratici e socialdemocratici.

## Storia

### Formazione

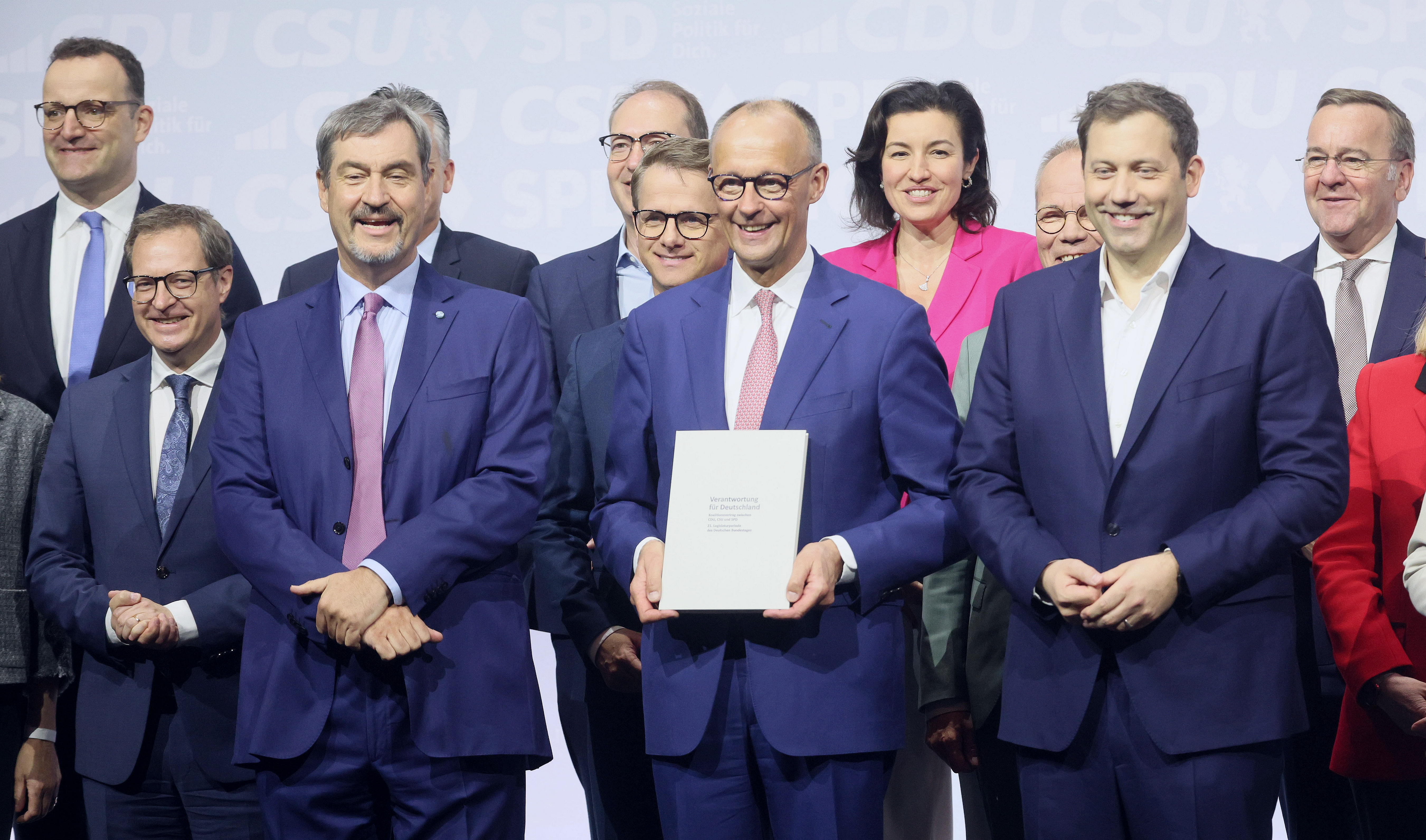
Rappresentanti dell’Unione CDU/CSU e dell’SPD al momento della ratifica ufficiale dell’accordo di coalizione, 5 maggio 2025.

In seguito alle elezioni federali dello stesso anno, che hanno visto allo stesso tempo, nonostante la vittoria dell’Unione CDU/CSU, un Bundestag abbastanza frammentato a causa principalmente dell’indebolimento del Partito Socialdemocratico di Germania — SPD — e della contemporanea ascesa dell’estrema destra di Alternativa per la Germania — AfD), per il paese è iniziato un complesso periodo post-elettorale, caratterizzato da lunghe negoziazioni ed evidenti difficoltà in tutto il processo di formazione.
Constatato l’esito del voto, dunque, anche su spinta della necessità di risolvere gli urgenti bisogni nazionali, i partiti politici hanno presto iniziato a dialogare fra loro, facendo così emergere, vista principalmente l’aritmetica parlamentare, ma anche un preventivo ed irremovibile rifiuto collettivo delle parti di collaborare con Alternativa per la Germania (AfD), solo uno stretto ventaglio di percorsi per una nuova coalizione politica.
Tenuto conto di ciò, dunque, il leader di partito cristiano-democratico Friedrich Merz, in quanto capo della fazione maggioritaria, ha rapidamente preso l’iniziativa ed intavolato dei contatti con il Partito Socialdemocratico di Germania (SPD), ritenendo una grande coalizione l’unica soluzione viabile abbastanza agilmente, sebbene causando il risentimento progressivamente più manifesto di alcune fazioni interne all’Unione Cristiano-Democratica di Germania (CDU) più radicali.
Accettato dunque l’invito al negoziato, i due partiti politici hanno presto tenuto una serie di colloqui e discussioni per negoziare un programma politico condiviso (attuando persino nel mentre, con il necessario supporto anche dei Verdi — GRÜNE, un rapido emendamento costituzionale volto a revisionare il freno del debito e garantire così al futuro governo la possibilità di istituire a debito un fondo sovrano per difesa, riarmo — nel quadro del ReArm Europe — ed infrastrutture, fortemente voluto da Merz), sebbene la residuale divergenza di opinioni abbia presto richiesto un allungamento dei tempi.
In definitiva, dopo aver limato gli ultimi ostacoli, un accordo è stato infine raggiunto in data 9 aprile (successivamente ratificato, in data 5 maggio, dai tre partecipanti non senza alcune polemiche interne), permettendo così l’organizzazione di una seduta del Bundestag per il giorno successivo al fine di concludere ufficialmente il tutto.
Il 6 maggio tuttavia, alcuni parlamentari, approfittando al momento della prima votazione dello scrutino segreto previsto dal regolamento parlamentare, hanno presto manifestato un certo dissenso votando contro la mozione di nomina del Cancelliere federale: ciò, dunque, ha fatto naufragare al di sotto della soglia della maggioranza assoluta richiesta (316) la mozione e portato ad un rapido aggiornamento della seduta, nonché ad un inevitabile slittamento dell’intero procedimento ad una successiva votazione che, tenutasi poche ore dopo (in deroga alle procedure), ha infine conferito al capo del governo la maggioranza necessaria per entrare in carica, con la successiva nomina formale del Presidente della Repubblica, Frank-Walter Steinmeier.

## Compagine di governo

### Appartenenza politica
L'appartenenza politica dei membri del Governo alla sua formazione è la seguente:
| Partito | Partito                                        | Cancelliere | Ministri | Sottosegretari di Stato | Totale |
| ------- | ---------------------------------------------- | ----------- | -------- | ----------------------- | ------ |
|         | Unione Cristiano-Democratica di Germania (CDU) | 1           | 7        | 19                      | 27     |
|         | Partito Socialdemocratico di Germania (SPD)    | —           | 7        | 16                      | 23     |
|         | Unione Cristiano-Sociale in Baviera (CSU)      | —           | 3        | 5                       | 8      |
| Totale  | Totale                                         | 1           | 17       | 40                      | 58     |

### Situazione parlamentare
| Camera    | Collocazione | Partiti                                      | Seggi     |
| --------- | ------------ | -------------------------------------------- | --------- |
| Bundestag | Maggioranza  | Unione CDU/CSU (208), SPD (120)              | 328 / 630 |
| Bundestag | Opposizione  | AfD (152), I Verdi (85), Linke (64), N-I (1) | 302 / 630 |

## Composizione
Unione Cristiano-Democratica di Germania (CDU) 
     Partito Socialdemocratico di Germania (SPD)
     Unione Cristiano-Sociale in Baviera (CSU)
| Cancelleria federale                                                            | Cancelleria federale | Cancelleria federale | Cancelleria federale              | Cancelleria federale |
| Carica o ministero                                                              | Titolare             | Titolare             | Titolare                          | Ministri di Stato |
| ------------------------------------------------------------------------------- | -------------------- | -------------------- | --------------------------------- | --- |
| Cancelliere federale                                                            |                      |                      | Friedrich Merz (CDU)              | - Christiane Schenderlein (CDU) Ministro di Stato e Commissario per il volontariato e lo sport - Wolfram Weimer (CDU) Ministro di Stato e Commissario per la cultura ed i media - Michael Meister (CDU) Ministro di Stato e Commissario per le relazioni tra Governo federale e Länder |
| Vicecancelliere federale                                                        |                      |                      | Lars Klingbeil (SPD)              | - Christiane Schenderlein (CDU) Ministro di Stato e Commissario per il volontariato e lo sport - Wolfram Weimer (CDU) Ministro di Stato e Commissario per la cultura ed i media - Michael Meister (CDU) Ministro di Stato e Commissario per le relazioni tra Governo federale e Länder |
| Responsabile della Cancelleria                                                  |                      |                      | Thorsten Frei (CDU)               | - Christiane Schenderlein (CDU) Ministro di Stato e Commissario per il volontariato e lo sport - Wolfram Weimer (CDU) Ministro di Stato e Commissario per la cultura ed i media - Michael Meister (CDU) Ministro di Stato e Commissario per le relazioni tra Governo federale e Länder |
| Ministeri senza portafoglio                                                     |                      |                      |                                   | |
| Affari speciali (Ministero senza portafoglio)                                   |                      |                      | Thorsten Frei (CDU)               | Carica non assegnata |
| Ministeri                                                                       |                      |                      |                                   | |
| Ministri federali                                                               | Ministri federali    | Ministri federali    | Ministri federali                 | Ministri e Sottosegretari di Stato |
| Affari economici ed Energia                                                     |                      |                      | Katherina Reiche (CDU)            | - Gitta Connemann (CDU) - Stefan Rouenhoff (CDU) |
| Finanze                                                                         |                      |                      | Lars Klingbeil (SPD)              | - Elizabeth Kaiser (SPD) Ministro di Stato e Commissario per la Germania orientale - Dennis Rohde (SPD) - Michael Schrodi (SPD) |
| Interno                                                                         |                      |                      | Alexander Dobrindt (CSU)          | - Christoph De Vries (CDU) - Daniela Ludwig (CDU) |
| Affari esteri                                                                   |                      |                      | Johann Wadephul (CDU)             | - Gunther Krichbaum (CDU) Ministro di Stato per l’Europa - Serap Güler (CDU) Ministro di Stato - Florian Hahn (CSU) Ministro di Stato |
| Giustizia e Protezione dei Consumatori                                          |                      |                      | Stefanie Hubig (SPD)              | - Anette Kramme (SPD) - Frank Schwabe (SPD) |
| Lavoro ed Affari sociali                                                        |                      |                      | Bärbel Bas (SPD)                  | - Natalie Pawlik (SPD) Ministro di Stato e Commissario per la migrazione, i rifugiati e l'integrazione - Katja Mast (SPD) - Kerstin Griese (SPD) |
| Difesa                                                                          |                      |                      | Boris Pistorius (SPD)             | - Nils Schmid (SPD) - Sebastian Hartmann (SPD) |
| Alimentazione, Agricoltura e Comunità                                           |                      |                      | Alois Rainer (CSU)                | - Silvia Breher (CDU) - Martina Englhardt-Kopf (CSU) |
| Istruzione Famiglia, Anziani, Donne e Gioventù                                  |                      |                      | Karin Prien (CDU)                 | - Mareike Wulf (CDU) - Michael Brand (CDU) |
| Ricerca, Tecnologia e Viaggi spaziali                                           |                      |                      | Dorothee Bär (CSU)                | - Matthias Hauer (CDU) - Silke Launert (CSU) |
| Sanità                                                                          |                      |                      | Nina Warken (CDU)                 | - Georg Kippels (CDU) - Tino Sorge (CDU) |
| Trasporti                                                                       |                      |                      | Patrick Schnieder (CDU)           | - Christian Hirte (CDU) - Ulrich Lange (CSU) |
| Ambiente, Conservazione della natura, Protezione del clima e Sicurezza nucleare |                      |                      | Carsten Schneider (SPD)           | - Carsten Träger (SPD) - Rita Schwarzelühr-Sutter (SPD) |
| Cooperazione economica e Sviluppo                                               |                      |                      | Reem Alabali-Radovan (SPD)        | - Bärbel Kofler (SPD) - Johann Saathoff (SPD) |
| Abitazioni, Edilizia e Sviluppo cittadino                                       |                      |                      | Verena Hubertz (SPD)              | - Sören Bartol (SPD) - Sabine Poschmann (SPD) |
| Affari digitali e Modernizzazione dello Stato                                   |                      |                      | Karsten Wildberger (Indipendente) | - Philipp Amthor (CDU) - Thomas Jarzombek (CDU) |

### Esplicative
1. ↑  CDU — CSU.
2. ↑  Comprende anche i sottosegretari cui è stato dato il titolo di Ministro di Stato.
3. ↑  Di cui sei sono anche Ministri di Stato (e tre anche Commissari del Governo federale).
4. ↑  Di cui uno è anche Vicecancelliere federale.
5. ↑  Di cui due sono anche Ministri di Stato e Commissari del Governo federale.
6. ↑  Ramo autonomo dell’Unione Cristiano Democratica di Germania (CDU) in Baviera.
7. ↑  Viene riportata la situazione parlamentare solo di questa camera (e non anche del Bundesrat) poiché solo quest'ultima ha il potere di controllare il rapporto di fiducia con l'esecutivo.
8. ↑  Di cui: CDU (164) e CSU (44).
9. ↑  SSW (1).
10. ↑  Di cui un Indipendente nominato in quota di partito.
11. ↑  Nominato in quota Unione Cristiano-Democratica di Germania (CDU).

### Bibliografiche
1. ↑   Com’è fatto il nuovo governo tedesco su cui si sono accordati CDU e SPD, Il Post, 6 maggio 2025.
2. ↑   In Germania ha vinto il centrodestra, AfD è il secondo partito, Il Post, 24 febbraio 2025.
3. ↑   Che governo ci sarà in Germania?, Il Post, 24 febbraio 2025.
4. ↑   Merz verso l'alleanza con l'SPD, i numeri sono risicati ma non ha alternative, Rai News, 24 febbraio 2025.
5. ↑   In Germania il Partito Cristianodemocratico e quello Socialdemocratico inizieranno i negoziati formali per un nuovo governo, Il Post, 8 marzo 2025.
6. ↑   Un pezzo di centrodestra tedesco vuole normalizzare i rapporti con AfD, Il Post, 17 aprile 2025.
7. ↑   Merz, accordo Cdu-Csu con Spd per il governo, ANSA, 8 marzo 2025.
8. ↑   Lo storico voto in Germania per aumentare la spesa militare, Il Post, 18 marzo 2025.
9. ↑   Il parlamento tedesco ha approvato in via definitiva la riforma costituzionale per aumentare la spesa militare, Il Post, 21 marzo 2025.
10. ↑   La Germania vuole cambiare la sua Costituzione per aumentare la spesa militare, Il Post, 5 marzo 2025.
11. ↑  (DE) Knackpunkte, Kabinett - der Weg zur Koalition [Punti critici, governo: la strada verso una coalizione], Tagesschau, 28 febbraio 2025.
12. ↑   C’è un accordo per formare un governo in Germania, Il Post, 9 aprile 2025.
13. ↑   Germania, CDU-CSU e SPD presentano il programma di coalizione. Merz cancelliere il 7 maggio, Rai News, 9 aprile 2025.
14. ↑   Germania, firmato l'accordo Cdu-Spd: domani nasce il governo Merz, Rai News, 5 maggio 2025.
15. ↑   Friedrich Merz ha ottenuto la fiducia come nuovo cancelliere tedesco, infine, Il Post, 6 maggio 2025.
16. ↑   Germania, Merz eletto al secondo turno: è il nuovo cancelliere tedesco, Rai News, 6 maggio 2025.